# らき☆すた (アニメ)
『らき☆すた』（Lucky Star）は、美水かがみの4コマ漫画作品『らき☆すた』を原作としたテレビアニメ作品。2007年4月から9月まで、チバテレビなどの独立UHF局を中心とした16局で放送された。また、2008年9月26日にはOVAが発売された。

## 概要
高校生の日常を描くコメディ。細かなエピソードの集積からなり、長さも長短いろいろある。原作が4コママンガのため、1分以内で終わるほどの短い話もある。時系列も原作では高校1年生から開始しているのがアニメでは高校2年生からに変更され、時事ネタを扱ったものについても放送当時の直近のものに変更されている。また本編Bパートとエンディングの間には同名のラジオ番組を元にしたミニコーナー『らっきー☆ちゃんねる』が挟まれる形をとっており、このコーナーではラジオ版およびコンプティーク誌上の情報コーナー版、さらに本作公式Webサイトと相互連動した企画も行われた。
アイキャッチでは、にゃもーがあくびをして「らきすた」と声が出る。
画面比16:9のワイドサイズで製作されているものの、SDで制作されている。しかし、ハイビジョンマークが表示されている放送局がある。そのため、一部局の地上デジタル放送では超額縁放送となっている（アナログ放送はすべて16:9レターボックスサイズ）。

## 登場人物と声の出演
主要な登場人物とその声優はらき☆すたの登場人物を参照。
声優は、先行して発売されたDSゲーム『萌えドリル』シリーズ・ドラマCD版の配役から総入れ替えとなった。また、アニメオリジナルのキャラクターとして声優の白石稔と同名の”白石みのる”が登場する。パトリシア=マーティンやかがみ・つかさ以外の柊家が中心的に登場した一方で桜庭ひかるが第24話のみに登場、八坂こうと天原ふゆきの2人は登場しなかった。
また端役として、モブの男性のほとんどに立木文彦（一部白石稔）、モブの女性のほとんどにくじらがキャスティングされる。一般的にはエンディングロール等では、モブ声優は、ひとつのキャラで表記するか、そもそも省略されることが多いが、このアニメでは極力表示されるため、放送回によっては、立木文彦やくじらの名前が繰り返し並ぶこともあった。
なおオープニングやキャラクターソング等においてメインキャラクター4人の登場順が原作と異なっており、つかさとかがみの登場順が入れ替えられている。

### ゲストキャラクター・声の出演
原作にも登場するアニメ専門店アニメイトとのタイアップが行われ、同店のキャンペーン漫画である「アニメ店長」のキャラクターが登場したほか、他の作品のキャラクター（ケロロ軍曹、涼宮ハルヒなど）や実在の人物をモデルにしたキャラクターなど、ゲストキャラクターが多数いた。
- アニメ店長：関智一（準レギュラー的に登場）
- 太鼓の声：古原奈々（第2話）
- お父さん（第3話）
- 星井ラミカ：長沢美樹（第10話）
- 杉田店員：杉田智和（第12話と第16話）
- 高橋社長：小杉十郎太（第12話）
- 茅原みのり：茅原実里（第12話）
- 店員1：中田譲治（第13話）
- 店員2：渡辺久美子（第13話）
- 店員3：小桜エツ子（第13話）
- 平野綾（第15話）
  - 平野による声あては行われていないが、平野が登場した場面では15話の挿入歌となった「God knows...」が流れており、涼宮ハルヒの激奏で歌っているという設定だった。
- コスプレ喫茶の客：杉田智和（第16話）
- 長門店員：茅原実里（第16話）
- イチコ：清水香里（第18話）
- 涼宮ハルヒ：平野綾（第20話）
- 小野だいすけ：小野大輔（第20話と第21話）
- ゴットゥーザ様：後藤邑子（第23話）

## スタッフ
- 原作・構成協力・キャラクター原案 - 美水かがみ
- 企画 - 井上伸一郎
- 監督 - 山本寛（第1話 - 第4話）、武本康弘（第5話 - 第24話）
- シリーズ構成 - 待田堂子
- キャラクターデザイン、総作画監督 - 堀口悠紀子
- 美術監督 - 田村せいき
- 撮影監督 - 高尾一也
- 設定 - 高橋博行
- 色彩設定 - 下浦亜弓
- 編集 - 重村建吾
- 音響監督 - 鶴岡陽太
- 音楽 - 神前暁（モナカ）
- 音楽プロデューサー - 斎藤滋
- 音楽制作 - ランティス
- 企画プロデューサー - 伊藤敦、八田英明
- アソシエイトプロデューサー - 鈴木智子、武智恒雄、中嶋嘉美（ビッグショット・現クオラス）、室市剛人（ビッグショット）
- アニメーションプロデューサー - 大橋永晴
- 製作総指揮 - 安田猛、八田陽子、川野正雄、酒匂暢彦
- アニメーション制作 - 京都アニメーション
- 製作 - らっきー☆ぱらだいす（角川書店、京都アニメーション、角川エンタテインメント、クロックワークス）

## その他関連など

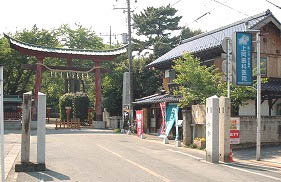
オープニングではこの画像と同じアングルの絵が背景として使われているシーンがある。

オープニング
オープニング曲前のこなた、かがみ、つかさ、みゆきによる掛け合いは第14話までと第15話以降で異なる。
- 第14話までは『怪物くん』のオープニングのノリでこなた（ドラキュラ「さぁ、はじまるザマスよ」）、みゆき（オオカミ男「いくでガンス」）、つかさ（フランケン「ふんがー」）、かがみ（「まともに始めなさいよ!」）の順。
- 第15話以降は『3年B組金八先生』の掛け声のノリでこなたが「3年B組～」と振った後、こなた・みゆき・つかさの3人が「黒井先生!」と叫び、かがみが呆れ気味に「はいはい」と返す。

オープニングアニメーションのチアダンスは最終話劇中にて学園祭のアトラクションとしてフルバージョンが描かれている。このチアダンスはその後2009年3月に行われた『らき☆すた in 武道館 あなたのためだから』にて出演声優陣によって再現されている。
また、このオープニングアニメーションは当初はこのダンスの他にロボットアニメ風のものも企画されていたという。
次回予告
毎回異なるキャラクターが「さ〜て次回のらき☆すたは?」で始まる解説を行う。尺が回によって異なり、ほとんど喋ることができない程短い場合や逆に1分程も尺が取られている場合がある。
予告担当は第12話まではこなた→かがみ→つかさ→みゆきのローテーションで行われ、話す内容はこなた「ゲームネタ」、かがみ「身の回りのあるあるネタ」、つかさ「話したいことがあるが時間がなくて話せない」、みゆき「豆知識」となっている。
第13話以降ではメインの4人以外のキャラが担当し、ケロロ軍曹、タママ二等兵、ギロロ伍長（第13話）や、キョンと長門有希（第16話）といった他作品のキャラクターが担当することもある。いずれも、その回に少しでも出演を果たしたキャラクター（の声優）が担当していることになる。
番宣スポット（放送時間外CM）
こなたの顔だけのアップと「ん〜」と言い続ける声のみで、最後にテロップとタイトルを読むかがみの声が被さるもの。他のアニメなどの番組宣伝と異なり、場面に変化はない。
提供画面
アニメ第13話以降の提供画面の背景の人物と犬は原作者美水かがみの「母親」とその愛犬「チェリーちゃん」である。
小ネタ
小ネタやパロディが作中の随所で多数登場する。ネタ元は他の漫画やアニメ作品だけでなくドラマや洋画や邦画、もしくは実在する人物にまで及ぶ（『涼宮ハルヒの憂鬱』の主役声優の5人も作中で本人キャラとして登場）。アニメや漫画などジャンルの近い作品はデザインをそのまま使用している。
中には版権者の許諾・協力を得た物もあり、その際は各話のスペシャルサンクスとして版権者が表示されている。特に第10話・第12話・第13話・第16話の『アニメ店長』の兄沢命斗登場についてはコラボレーションの領域にまで達しており、第17話では『らっきー☆ちゃんねる』にまで登場し次回予告も担当した（これらを、そのキャラクター原案担当の漫画家・島本和彦が絶賛している）。第21話では看板のイラストとしてだが登場している。
パロディ対象としては他作品だけではなく『らき☆すた』に直接関連するものをネタにする場合もある。かがみがゲーム版の宣伝をさり気なく言ったり、ドラマCDとアニメでのキャストの違いに言及する、などがこの例である。また、声優によるアドリブも数多い（こなたの野原しんのすけ（『クレヨンしんちゃん』の主人公）のものまね、つかさの「バルサミコ酢〜♪」、かがみの飼っている金魚の名前の「ぎょぴちゃん」など）。
京都アニメーション・角川書店の他作品との関連
上述の小ネタの中でも、京都アニメーション（京アニ）制作の他作品を題材にしたネタが特に多い。第21話ではこなたたちが修学旅行の自由行動で京アニのスタジオ外観を拝みに訪れるメタフィクション的なシーンがある。
特に同じ角川書店原作発行・京アニ制作・平野綾主演の『涼宮ハルヒの憂鬱』は劇中劇として登場しており、第16話でこなたとパティがコスプレ喫茶で演じるなど頻繁にネタにされている。また前述した通り、SOS団員役の声優は、レギュラー出演の平野・茅原を含めて全員が本人もしくは本人モチーフのキャラ（杉田店員、小野だいすけ、ゴットゥーザ様など）として登場している。
また京アニが制作し、角川書店系列の富士見書房が原作を発行している『フルメタル・パニック!』（フルメタ）に関するネタとして、かがみの部屋にボン太くんのぬいぐるみがあったり、こなた・ななこの会話にスーパーロボット大戦Wの戦闘アニメ風アームスレイブの対戦シーンがあったりするなど、所々にパロディとして使われている。また、フルメタの作者の賀東招二も第5話・第12話・第22話の脚本を担当している。
この他角川書店関連では『ケロロ軍曹』（こなたとつかさの2人ともが好きなアニメという設定）を始め、角川書店およびそのグループ会社発行の小説・漫画に関する小ネタが多数出てくる。

公式サイト
本作のパロディはアニメ内に留まらず、公式サイトの各所にパロディが存在する。まず、公式サイト全体がMozilla Firefoxの画面のようになっている。そして作品情報ページがWikipediaのパロディとなっている。名称は「らきぺでぃあ」。また、キャラクターたちを紹介するページがmixiのパロディ「Luxi（らき☆シー）」（このページはいまだにメンテナンス中。2011年2月現在もメンテナンス中というページが出ているので更新停止している模様。）、さらにリンク集もはてなブックマークのパロディ「らっきー☆すたーブックマーク（らき☆ブ）」となっている。
監督の交代
番組開始当初は山本寛が監督を務めていたが、2007年4月30日に京都アニメーションが公式Webサイトにて「監督として、その域に達していない」の文言と共に第4話をもって山本を更迭したと発表、第5話以降は武本康弘が監督を引き継いだ。山本はこの後、本作の放映中に京都アニメーションの関連会社であるアニメーションDoを退社している。

## 楽曲

### オープニングテーマ
「もってけ!セーラーふく」
作詞 - 畑亜貴 / 作曲・編曲 - 神前暁 / 歌 - 泉こなた（平野綾）、柊かがみ（加藤英美里）、柊つかさ（福原香織）、高良みゆき（遠藤綾）
- 第24話のみオープニングなし、挿入歌として使用。

### エンディングテーマ
- 第1話 - 第12話のエンディングは、こなたら4人がカラオケボックスで歌っているという設定で、彼女らの掛け合いと歌う歌がエンディングテーマとして使用されており、テーマ曲は1話ごとに異なっている。なお、1コーラスを歌いきることはなく、ほとんどの回で歌い出しの部分で終了し、次回予告に移っている。曲の詳細については「TVアニメ『らき☆すた』エンディングテーマ集 〜ある日のカラオケボックス〜」を参照。
- 第13話以降はみのる役の白石稔（一部の回ではあきら役の今野宏美、つかさ役の福原香織も）が出演する、実写のエンディングとなっており、第13話 - 第15話および第17話の大半が神奈川県の城ヶ島、第16話 - 第23話（第17話はバスのシーン）は北海道の層雲峡周辺、中富良野町周辺、白金温泉、第24話は富士山周辺（一部のシーンは北海道）で撮影されている。また第16話は『三十路岬』のプロモーションビデオに、第24話は映画『うる星やつら2 ビューティフル・ドリーマー』のエンディングのパロディとなっている。さらに第21話は北海道と城ヶ島のものを組み合わせている。曲の詳細については「白石みのるの男のララバイ」および「三十路岬」（第16話のみ）を参照。

### 挿入歌
| 話数 | 曲名                     | 歌手                                                                                | 作詞       | 作曲                      | 作品名                               | 年代   |
| ---- | ------------------------ | ----------------------------------------------------------------------------------- | ---------- | ------------------------- | ------------------------------------ | ------ |
| 2    | ハレ晴レユカイ           | 涼宮ハルヒ（平野綾） 長門有希（茅原実里） 朝比奈みくる（後藤邑子）                  | 畑亜貴     | 田代智一                  | 涼宮ハルヒの憂鬱                     | 2006年 |
| 4    | ハレ晴レユカイ           | 涼宮ハルヒ（平野綾） 長門有希（茅原実里） 朝比奈みくる（後藤邑子）                  | 畑亜貴     | 田代智一                  | 涼宮ハルヒの憂鬱                     | 2006年 |
| 16   | ハレ晴レユカイ           | 涼宮ハルヒ（平野綾） 長門有希（茅原実里） 朝比奈みくる（後藤邑子）                  | 畑亜貴     | 田代智一                  | 涼宮ハルヒの憂鬱                     | 2006年 |
| 6    | Gravity                  | m.o.e.v （KAZCO, 富永TOMMY弘明）                                                    | 神前暁     | 神前暁                    | 本作                                 | 2007年 |
| 7    | くちびる白昼夢           | 美郷あき                                                                            | 畑亜貴     | 前澤寛之                  | Strawberry Panic                     | 2006年 |
| 10   | ふたりのもじぴったん     | 古原奈々                                                                            | 後藤裕之   | 神前暁                    | ことばのパズルもじぴったん           | 2004年 |
| 22   | ふたりのもじぴったん     | 小早川ゆたか （長谷川静香）                                                         | 後藤裕之   | 神前暁                    | ことばのパズルもじぴったん           | 2004年 |
| 15   | God knows...             | 涼宮ハルヒ（平野綾）                                                                | 畑亜貴     | 神前暁                    | 涼宮ハルヒの憂鬱                     | 2006年 |
| 15   | サクラサクミライコイユメ | yozuca*                                                                             | tororo     | tororo                    | D.C. 〜ダ・カーポ〜                  | 2003年 |
| 15   | 蘇る神話                 | -                                                                                   | -          | KATE                      | Fate/stay night[Realta Nua]          | 2007年 |
| 15   | ローレライ               | -                                                                                   | -          | Philipp Friedrich Silcher | Fate/stay night[Realta Nua]          | 2007年 |
| 16   | 恋のミクル伝説           | 朝比奈みくる（後藤邑子）                                                            | 山本寛     | 神前暁                    | 涼宮ハルヒの憂鬱                     | 2006年 |
| 23   | United Force             | 栗林みな実                                                                          | 栗林みな実 | 栗林みな実                | 機神大戦ギガンティック・フォーミュラ | 2007年 |
| 24   | もってけ!セーラーふく    | 泉こなた（平野綾） 柊かがみ（加藤英美里） 柊つかさ（福原香織） 高良みゆき（遠藤綾） | 畑亜貴     | 神前暁                    | 本作                                 | 2007年 |
| 24   | 三十路岬                 | 小神あきら（今野宏美）                                                              | 畑亜貴     | 神前暁                    | 本作                                 | 2007年 |
| 24   | 恋のミノル伝説           | 白石みのる（白石稔）                                                                | 白石稔     | 神前暁                    | 本作                                 | 2007年 |

## 各話リスト
| 話数 | サブタイトル           | 脚本                    | 絵コンテ          | 演出       | 作画監督   | 次回予告ナレーター                 |
| ---- | ---------------------- | ----------------------- | ----------------- | ---------- | ---------- | ---------------------------------- |
| 1    | つっぱしる女           | 待田堂子                | 山本寛            | 山本寛     | 堀口悠紀子 | 泉こなた                           |
| 2    | 努力と結果             | 待田堂子                | 山本寛            | 高雄統子   | 西屋太志   | 柊かがみ                           |
| 3    | いろいろな人たち       | 待田堂子                | 吉岡忍            | 吉岡忍     | 池田晶子   | 柊つかさ                           |
| 4    | やる気の問題           | 山本寛                  | 石立太一          | 石立太一   | 米田光良   | 高良みゆき                         |
| 5    | 名射手                 | 賀東招二                | 石原立也          | 石原立也   | 荒谷朋恵   | 泉こなた                           |
| 6    | 夏の定番               | 荒谷朋恵                | 武本康弘          | 武本康弘   | 植野千世子 | 柊かがみ                           |
| 7    | イメージ               | 岡部優子                | 三好一郎          | 三好一郎   | 門脇聡     | 柊つかさ                           |
| 8    | 私じゃなくても旺盛     | 村元克彦                | 高雄統子          | 高雄統子   | 西屋太志   | 高良みゆき                         |
| 9    | そんな感覚             | 待田堂子                | 吉岡忍            | 吉岡忍     | 池田晶子   | 泉こなた                           |
| 10   | 願望                   | 山本寛                  | 石立太一          | 石立太一   | 高橋博行   | 柊かがみ                           |
| 11   | いろんな聖夜の過ごし方 | 岡部優子                | 石原立也          | 石原立也   | 池田和美   | 柊つかさ                           |
| 12   | お祭りへいこう         | 賀東招二                | 武本康弘          | 北之原孝将 | 植野千世子 | 高良みゆき                         |
| 13   | おいしい日             | 待田堂子                | 荒谷朋恵          | 荒谷朋恵   | 堀口悠紀子 | ケロロ軍曹&タママ二等兵&ギロロ伍長 |
| 14   | ひとつ屋根の下         | 荒谷朋恵                | 三好一郎          | 三好一郎   | 門脇聡     | 小早川ゆたか&岩崎みなみ            |
| 15   | いきなりは変われない   | 岡部優子                | 高雄統子          | 高雄統子   | 西屋太志   | 柊ただお&柊みき&柊いのり&柊まつり  |
| 16   | リング                 | 村元克彦                | 吉岡忍            | 吉岡忍     | 池田晶子   | キョン&長門有希                    |
| 17   | お天道様のもと         | 待田堂子                | 石立太一          | 石立太一   | 高橋博行   | 白石みのる&兄沢命斗                |
| 18   | 十人十色               | 待田堂子                | 武本康弘 山本寛   | 三好一郎   | 多田文男   | 田村ひより&パトリシア=マーティン   |
| 19   | 二次に本質あり         | 荒谷朋恵                | 荒谷朋恵          | 荒谷朋恵   | 荒谷朋恵   | 黒井ななこ&成実ゆい                |
| 20   | 夏の過ごし方           | 岡部優子                | 坂本一也          | 坂本一也   | 坂本一也   | 日下部みさお&峰岸あやの            |
| 21   | パンドラの箱           | 村元克彦                | 門脇聡            | 門脇聡     | 植野千世子 | 小神あきら&小野だいすけ            |
| 22   | ここにある彼方         | 賀東招二                | 高雄統子          | 高雄統子   | 西屋太志   | 泉そうじろう&泉かなた              |
| 23   | 微妙なライン           | 山本寛 待田堂子（修正） | 吉岡忍            | 吉岡忍     | 池田晶子   | 柊かがみ&スタッフ一同              |
| 24   | 未定                   | 美水かがみ              | 武本康弘 石立太一 | 石立太一   | 堀口悠紀子 | -                                  |

## 放送局
| 放送地域       | 放送局             | 系列           | 放送期間                  | 放送日                       | 備考                         |
| -------------- | ------------------ | -------------- | ------------------------- | ---------------------------- | ---------------------------- |
| 千葉県         | チバテレビ         | 独立局         | 2007年4月9日 - 9月17日    | 月曜 0:00 - 0:30（日曜深夜） | [ 注 6 ]                     |
| 埼玉県         | テレビ埼玉         | 独立局         | 2007年4月9日 - 9月17日    | 月曜 1:30 - 2:00（日曜深夜） | 作品の舞台地                 |
| 熊本県         | 熊本放送           | TBS系列        | 2007年4月9日 - 9月17日    | 月曜 2:20 - 2:50（日曜深夜） |                              |
| 神奈川県       | テレビ神奈川       | 独立局         | 2007年4月10日 - 9月18日   | 火曜 1:15 - 1:45（月曜深夜） |                              |
| 京都府         | KBS京都            | 独立局         | 2007年4月10日 - 9月18日   | 火曜 1:30 - 2:00（月曜深夜） |                              |
| 福岡県         | TVQ九州放送        | テレビ東京系列 | 2007年4月10日 - 9月18日   | 火曜 1:53 - 2:23（月曜深夜） |                              |
| 新潟県         | 新潟放送           | TBS系列        | 2007年4月10日 - 9月18日   | 火曜 1:55 - 2:25（月曜深夜） |                              |
| 北海道         | テレビ北海道       | テレビ東京系列 | 2007年4月10日 - 9月18日   | 火曜 2:00 - 2:30（月曜深夜） |                              |
| 広島県         | 広島ホームテレビ   | テレビ朝日系列 | 2007年4月10日 - 9月18日   | 火曜 2:16 - 2:46（月曜深夜） |                              |
| 兵庫県         | サンテレビ         | 独立局         | 2007年4月11日 - 9月19日   | 水曜 0:00 - 0:30（火曜深夜） |                              |
| 宮城県         | 東北放送           | TBS系列        | 2007年4月11日 - 9月19日   | 水曜 2:00 - 2:30（火曜深夜） |                              |
| 東京都         | TOKYO MX           | 独立局         | 2007年4月12日 - 9月20日   | 木曜 1:30 - 2:00（水曜深夜） |                              |
| 愛知県         | テレビ愛知         | テレビ東京系列 | 2007年4月12日 - 9月20日   | 木曜 2:28 - 2:58（水曜深夜） |                              |
| 岩手県         | 岩手めんこいテレビ | フジテレビ系列 | 2007年4月12日 - 9月27日   | 木曜 1:38 - 2:08（水曜深夜） |                              |
| 静岡県         | テレビ静岡         | フジテレビ系列 | 2007年4月13日 - 9月21日   | 金曜 2:35 - 3:05（木曜深夜） |                              |
| 香川県・岡山県 | 瀬戸内海放送       | テレビ朝日系列 | 2007年4月15日 - 9月30日   | 日曜 2:00 - 2:30（土曜深夜） |                              |
| 日本全域       | AT-X               | CS放送         | 2008年10月13日 - 12月29日 | 月曜 11:00 - 12:00           | 2話連続放送 リピート放送あり |
| 日本全域       | ニコニコ生放送     | ネット配信     | 2011年1月2日              | 日曜 14:00 - 翌1:00          | [ 注 7 ] [ 注 8 ]            |
| 日本全域       | AbemaTV            | ネット配信     | 不明                      |                              | リピート放送あり             |

ネット配信では、2008年4月より角川書店運営の「アニメNewtypeチャンネル」（バンダイチャンネル経由）で配信を開始、2011年1月にはニコニコ動画に公式チャンネル「らき☆すたチャンネル」を開設、いずれも1話のみ無料、2話以降有料で配信を行っている。2017年6月下旬から7月中旬にはニコニコチャンネルでOVAを含む全話が無料開放された。

## OVA
2008年9月26日に『らき☆すたOVA（オリジナルなビジュアルとアニメーション）』が発売された（発売元：角川書店、販売元：ムービック・京都アニメーション、レンタル販売元：クロックワークス）。
原作者の美水を含む6人の脚本家による、テレビアニメではできなかった短編エピソード6本と実写版らっきー☆ちゃんねるを収録した40分のオムニバス作品。映像特典として『新らっきー☆ちゃんねる』の公開録音と鷲宮町での特別住民票交付イベントそれぞれの模様を収録。また初回版には本OVAで使用されたBGMを収録したCDが特典として付く。

### スタッフ（OVA）
- 原作・構成協力・キャラクター原案 - 美水かがみ
- 監督・絵コンテ - 武本康弘
- キャラクターデザイン・総作画監督 - 堀口悠紀子
- 美術監督 - 田村せいき
- 色彩設定 - 下浦亜弓
- 撮影監督 - 高尾一也
- 音響監督 - 鶴岡陽太
- 音楽 - 神前暁
- 音楽プロデューサー - 斎藤滋
- プロデューサー - 伊藤敦、八田英明
- アニメーション制作 - 京都アニメーション
- 製作 - らっきー☆ぱらだいす2008（角川書店、京都アニメーション、角川映画、クロックワークス、ランティス）

### 使用楽曲

#### テーマソング
「愛をとりもどせ!!」
作詞 - 中村公晴 / 作曲 - 山下三智夫 / 編曲 - 神前暁 / 歌 - 有頂天（小神あきら（今野宏美）、白石みのる（白石稔））
CD収録曲
1. 愛をとりもどせ!!
クリスタルキングのカバー。
2. ユリア…永遠に
作詞：野元英俊、田中昌之、作曲：今給黎博美、編曲：虹音
クリスタルキングのカバー。
曲が終わると次に変わるまでに数十秒の間があり、1分13秒ほどのミニトークが収録されている。
3. 曖昧ネットだーりん〜有頂天MIX〜
Remix By A-bee
以前発売された『曖昧ネットだーりん』のリミックスバージョン。
4. 愛をとりもどせ!!（off vocal）
5. ユリア…永遠に（off vocal）

#### 挿入歌
「アタックNo.1のテーマ」
作詞 - 東京ムービー企画部 / 作曲 - 渡辺岳夫 / 編曲 - 神前暁 / 歌 - 柊つかさ（福原香織）

### エピソードサブタイトル一覧
各エピソードのサブタイトルはDVDのチャプターメニュー上の表記に従った。本作自体のサブタイトルは『JK』となっている。また各話のスタッフのうち、脚本はDVD付属ブックレット、演出・作画監督は京アニスタッフブログ「THE☆アニメバカ一代」での堀口悠紀子による記事に基づいた。
| チャプター番号 | サブタイトル                           | 脚本       | 演出                              | 作画監督   |
| -------------- | -------------------------------------- | ---------- | --------------------------------- | ---------- |
| 1              | チェリーちゃんの一日のはじまりとおわり | 美水かがみ | 北之原孝将                        | 秋竹斉一   |
| 2              | ネットゲーにはまる人たち               | 荒谷朋恵   | 高雄統子                          | 堀口悠紀子 |
| 3              | ぶとうかいに渋々出かけていくかがみ     | 武本康弘   | 石立太一                          | 高橋真梨子 |
| 4              | バレーボールでお姉ちゃんと対決!        | 村元克彦   | 高雄統子（前半） 坂本一也（後半） | 堀口悠紀子 |
| 5              | 道に迷った4人                          | 待田堂子   | 山田尚子                          | 堀口悠紀子 |
| 6              | ペットショップでの不可思議な出来事     | ジョー伊藤 | 武本康弘                          | 西屋太志   |

## スピンアウト番組
2010年4月より、BS11『生徒会の一存』『喰霊-零- ディレクターズカット版』の枠内（CM扱いのため局ロゴ表示なし）および角川アニメチャンネルにて、らき☆すたのスピンアウト番組『らっきー☆れーさー』の放送が開始している。白石稔とアニメ関連スタッフや声優がレーシングカートでレース対決し、優勝者は優勝者自身やアニメおよびその関連商品の宣伝（白石が勝った場合は京都アニメーションの商品）を宣伝できる。『生徒会の一存』放送時は、アニメの合間合間での放送だったが、『喰霊-零-』放送開始以後はアニメ本編を途中のCMなしで一気に放送した後、この番組を放送する形式に変更されている。
第1期は6月4日の放送をもって全10回で終了。第2期として2010年7月2日より『らっきー☆れーさーR』として配信先を角川アニメチャンネルのみに変更し、配信時期も隔週金曜22時からとなった。提供として、角川書店、ランティス、涼宮ハルヒの消失、京都アニメーション、グッドスマイルカンパニーが加わり、商品紹介も1人1商品計4商品になったが、レースの結果に応じて宣伝の秒数が割り振られる形式に変更された。なお、相変わらず白石は京都アニメーションの商品を紹介する。1回の番組の長さも10分から15分程度になった。スペシャル回ではゲストとして『大魔神カノン』のスタッフ、キャストとのチーム戦も行っている。『R』は第15回、その後レギュラー化した『S』は第10回を以て終了した。DVDは全4巻まで発売され、白石、伊藤、千葉の順でジャケットを飾り、最終巻は白石と伊藤が飾ることとなった（工藤は代役として参加したためか登場することはなかった）。
スタッフ
- 出演 - 白石稔、伊藤敦、千葉誠、工藤大輔（それまでの特典映像でのレースに出場していた山崎聡が骨折のため代理で参加するようになり、Rより正式メンバーとなる）
- 企画 - 安田猛
- ディレクター - 工藤大輔（マーメイドフィルム）
- アシスタントディレクター - 千葉誠
- コーディネーター - 坂井淳一
- カメラマン - 戸田統
- 宣伝 - 西山洋介
- 宣伝協力 - コンプティーク編集部、コンプエース編集部、ニュータイプ編集部、角川アニメチャンネル、京都アニメーション
- 音楽プロデューサー - 斎藤滋（ランティス）
- プロデューサー - 伊藤敦
- 音楽制作 - ランティス
- 番組制作 - 角川書店
- 番組制作協力 - マーメイドフィルム、ジュンプロダクション、京都アニメーション商品開発部、ランティス
- 製作 - らっきー☆ぱらだいす

主題歌
- オープニングテーマ「Lucky☆Racer」
  - 作詞 - 佐咲紗花 / 作曲 - Tatsh / 編曲 - 高田暁 / 歌 - 佐咲紗花
- エンディングテーマ「Real Star☆」
  - 作詞 - 佐咲紗花 / 作曲 - 俊龍 / 編曲 - 原田勝通 / 歌 - 佐咲紗花

## リリース

### DVD・Blu-ray DISC
テレビシリーズのDVDは2007年6月から2008年5月にかけて、毎月1巻、全12巻（1巻2話収録）が発売された（発売元：角川書店、販売元：角川エンタテインメント・京都アニメーション、レンタル販売元：クロックワークス）。限定版と通常版の2パッケージがあり、以下の違いがある。
- 限定版：ジャケットがその巻に収録されたエピソードなどを元にした堀口悠紀子によるイラストとなっている。また特典として本作で使用されたBGM（そのため、現時点では「単品のサウンドトラック」は市販されていない）と『らっきー☆ちゃんねる』のダイジェスト版を収録したCD、Windows用ミニゲーム集『らき☆すたの森』を収録したCD-ROMが同梱されている。
- 通常版：ジャケットが泉こなたが描いた（実際には美水かがみによるもの）各キャラクターのイラストとなっている。

また、両パッケージ共通の特典としてカラーブックレットが付属、映像特典として全巻に「名場面カット集」、第1巻には「ノンテロップオープニング（歌詞付き）」「番組宣伝スポット（チバテレビ版）」、第2巻以降には実写エンディングのメイキング映像「白石みのるの冒険」が収録されている。
テレビシリーズのチャプターメニューはこなたの顔のアップがバックとなっており、カーソルはこなたの好物であるチョコレートコロネパンとなっている。カーソルは選択時のロード中にはピンク色に変色する。なお、チャプターメニューにおいてはアニメのタイトルは表記されない。
BD-BOXは全4枚組構成で、テレビシリーズ本編とOVAの他、『らき☆すた in 武道館』のライブ本編、「名場面カット集」、「ノンテロップOP（歌詞付き）」、『らっきー☆れーさー』のダイジェスト版、『らっきー☆ちゃんねるin新東京サーキット』を収録している。
| 巻数                                                   | 収録内容                                               | 発売日                                                 |
| ------------------------------------------------------ | ------------------------------------------------------ | ------------------------------------------------------ |
| テレビシリーズ                                         |                                                        |                                                        |
| らき☆すた 1                                            | 第1話／第2話                                           | 2007年6月22日（限定盤：KABA-2701／通常盤：KABA-2601）  |
| らき☆すた 2                                            | 第3話／第4話                                           | 2007年7月27日（限定盤：KABA-2702／通常盤：KABA-2602）  |
| らき☆すた 3                                            | 第5話／第6話                                           | 2007年8月24日（限定盤：KABA-2703／通常盤：KABA-2603）  |
| らき☆すた 4                                            | 第7話／第8話                                           | 2007年9月28日（限定盤：KABA-2704／通常盤：KABA-2604）  |
| らき☆すた 5                                            | 第9話／第10話                                          | 2007年10月26日（限定盤：KABA-2705／通常盤：KABA-2605） |
| らき☆すた 6                                            | 第11話／第12話                                         | 2007年11月22日（限定盤：KABA-2706／通常盤：KABA-2606） |
| らき☆すた 7                                            | 第13話／第14話                                         | 2007年12月21日（限定盤：KABA-2707／通常盤：KABA-2607） |
| らき☆すた 8                                            | 第15話／第16話                                         | 2008年1月25日（限定盤：KABA-2708／通常盤：KABA-2608）  |
| らき☆すた 9                                            | 第17話／第18話                                         | 2008年2月22日（限定盤：KABA-2709／通常盤：KABA-2609）  |
| らき☆すた 10                                           | 第19話／第20話                                         | 2008年3月21日（限定盤：KABA-2710／通常盤：KABA-2610）  |
| らき☆すた 11                                           | 第21話／第22話                                         | 2008年4月25日（限定盤：KABA-2711／通常盤：KABA-2611）  |
| らき☆すた 12                                           | 第23話／第24話                                         | 2008年5月23日（限定盤：KABA-2712／通常盤：KABA-2612）  |
| OVA                                                    |                                                        |                                                        |
| らき☆すたOVA（オリジナルなビジュアルとアニメーション） | らき☆すたOVA（オリジナルなビジュアルとアニメーション） | 2008年9月26日（KABA-2613）                             |
| その他                                                 |                                                        |                                                        |
| らき☆すた in 武道館 〜あなたのためだから〜             | らき☆すた in 武道館 〜あなたのためだから〜             | 2009年12月25日（KABA-2614）                            |
| らっきー☆れーさー Vol.1                                | 前半10ラウンドを収録                                   | 2010年9月24日（KABA-2615）                             |
| らっきー☆れーさー Vol.2                                | リニューアル版1〜6ラウンドと特番1を収録                | 2010年11月26日（KABA-2616）                            |
| らっきー☆れーさー Vol.3                                | リニューアル版7〜12ラウンドと特番2を収録               | 2011年2月25日（KABA-2617）                             |
| らっきー☆れーさー Vol.4                                | SP版1〜7ラウンドを収録                                 | 2011年5月27日（KABA-2618）                             |
| BD-BOX                                                 |                                                        |                                                        |
| らき☆すた Blu-ray Complete BOX                         | らき☆すた Blu-ray Complete BOX                         | 2011年5月27日（KAXA-2400）                             |

### 関連CD
発売元は全てランティス。
| タイトル | アーティスト名 | 発売日                            | 備考       |
| --- | --- | --------------------------------- | ---------- |
| 主題歌CD | |                                   |            |
| もってけ!セーラーふく （テレビアニメ『らき☆すた』オープニングテーマ）                                                             | 泉こなた（平野綾）、柊かがみ（加藤英美里）、柊つかさ（福原香織）、高良みゆき（遠藤綾）                                 | 2007年5月23日 （LACM-4362）       | [ 備考 1 ] |
| もってけ!セーラーふくRe-Mix001〜7 burning Remixers〜                                                                              | 泉こなた（平野綾）、柊かがみ（加藤英美里）、柊つかさ（福原香織）、高良みゆき（遠藤綾）                                 | 2007年8月8日 （LACM-4402）        | [ 備考 2 ] |
| らき☆すたRe-Mix002〜『ラキスタノキワミ、アッー』【してやんよ】〜                                                                  | 泉こなた（平野綾）、柊かがみ（加藤英美里）、柊つかさ（福原香織）、高良みゆき（遠藤綾）                                 | 2007年12月26日 （LACM-4445）      | [ 備考 2 ] |
| らき☆すた Re-Mix003 ～原作刊行20周年始まるザマスよ、いくでガンス、フンガーLP～                                                    | 泉こなた（平野綾）、柊かがみ（加藤英美里）、柊つかさ（福原香織）、高良みゆき（遠藤綾）                                 | 2024年1月31日 （LZC-2653）        | [ 備考 2 ] |
| TVアニメ『らき☆すた』エンディングテーマ集 〜ある日のカラオケボックス〜 （テレビアニメ『らき☆すた』第1〜12話エンディングテーマ集） | 2007年7月11日 （LACA-5658）                                                                                            |                                   |            |
| 三十路岬 （テレビアニメ『らき☆すた』第16話エンディングテーマ・挿入歌）                                                            | 小神あきら（今野宏美）                                                                                                 | 2007年8月29日 （LACM-4397）       | [ 備考 3 ] |
| 白石みのるの男のララバイ （テレビアニメ『らき☆すた』第13〜15、17〜24話エンディングテーマ集）                                      | 白石みのる（白石稔）                                                                                                   | 2007年10月10日 （LACA-5696）      |            |
| 愛をとりもどせ!! （OVA『らき☆すたOVA』主題歌）                                                                                    | 有頂天 （小神あきら（今野宏美）、白石みのる（白石稔））                                                                | 2008年10月8日 （LACM-4534）       |            |
| イメージソング・キャラクターソング等                                                                                              | |                                   |            |
| コスって!オーマイハニー | こなたとパティ（平野綾とささきのぞみ）                                                                                 | 2007年8月29日 （LACM-4398）       | [ 備考 4 ] |
| らき☆すた キャラクターソング Vol.001 泉こなた                                                                                     | 泉こなた（平野綾） | 2007年9月5日 （LACM-4404）        |            |
| らき☆すた キャラクターソング Vol.002 柊かがみ                                                                                     | 柊かがみ（加藤英美里）                                                                                                 | 2007年9月5日 （LACM-4405）        |            |
| らき☆すた キャラクターソング Vol.003 柊つかさ                                                                                     | 柊つかさ（福原香織）                                                                                                   | 2007年9月5日 （LACM-4406）        |            |
| らき☆すた キャラクターソング Vol.004 高良みゆき                                                                                   | 高良みゆき（遠藤綾）                                                                                                   | 2007年9月5日 （LACM-4407）        |            |
| らき☆すた キャラクターソング Vol.005 小早川ゆたか                                                                                 | 小早川ゆたか（長谷川静香）                                                                                             | 2007年9月26日 （LACM-4409）       |            |
| らき☆すた キャラクターソング Vol.006 岩崎みなみ                                                                                   | 岩崎みなみ（茅原実里）                                                                                                 | 2007年9月26日 （LACM-4410）       |            |
| らき☆すた キャラクターソング Vol.007 田村ひより                                                                                   | 田村ひより（清水香里）                                                                                                 | 2007年9月26日 （LACM-4411         |            |
| らき☆すた キャラクターソング Vol.008 パトリシア・マーティン                                                                       | パトリシア・マーティン（ささきのぞみ）                                                                                 | 2007年9月26日 （LACM-4412）       |            |
| らき☆すた キャラクターソング Vol.009 背景コンビ                                                                                   | 日下部みさお（水原薫）、峰岸あやの（相沢舞）                                                                           | 2007年10月31日 （LACM-4424）      |            |
| らき☆すた キャラクターソング Vol.010 胸ぺったんガールズ                                                                           | 泉こなた（平野綾）、小早川ゆたか（長谷川静香）、岩崎みなみ（茅原実里）                                                 | 2007年10月31日 （LACM-4425）      |            |
| らき☆すた キャラクターソング Vol.011 かなたとそうじろう                                                                           | 泉かなた（島本須美）、泉そうじろう（平松広和）                                                                         | 2007年11月21日 （LACM-4426）      |            |
| らき☆すた キャラクターソング Vol.012 ゆいとななこ                                                                                 | 黒井ななこ（前田このみ）、成実ゆい（西原さおり）                                                                       | 2007年11月21日 （LACM-4427）      |            |
| らき☆すた キャラクターソング Vol.013 日下部みさお                                                                                 | 日下部みさお（水原薫）                                                                                                 | 2008年3月26日 （LACM-4473）       |            |
| らき☆すた ミュージックフェア | 有頂天、m.o.e.v、小神あきら（今野宏美） パトリシア=マーティン（ささきのぞみ） 兄沢命斗（関智一）、白石みのる（白石稔） | 2008年10月22日 （LACA-5807）      | [ 備考 5 ] |
| その他 | |                                   |            |
| milktub 15th ANNIVERSARY BEST ALBUM BPM200 ROCK'N'ROLL SHOW                                                                       | milktub | 2008年3月26日 （LACA-9108/9109）  | [ 備考 6 ] |
| らき☆すた ドラマCD（ドラマがコンプリートなディスク）                                                                              | - | 2008年8月27日 （LACA-5741）       |            |
| TVアニメ『らき☆すた』歌のベスト〜アニメ放送10周年記念盤〜                                                                         | - | 2017年8月2日 （LACA-9530 - 9533） | [ 備考 7 ] |
| TVアニメ『らき☆すた』オリジナルサウンドトラック                                                                                   | | 2024年1月31日 （LACA-19018〜9）   |            |

関連CD備考
1. ↑  カップリング曲『かえして!ニーソックス』のカバーバージョンがアダルトゲーム『キラ☆キラ』（OVERDRIVE）の主題歌シングル『キラ☆キラ』のカップリング曲として収録。
2. ↑  『もってけ!セーラーふく 』のリミックス版。
3. ↑  初回生産限定盤としてカセット・テープでも販売。
4. ↑  第16話劇中で登場した、こなたとパティが勤めるコスプレ喫茶で2人が作った同人CDを実際に商品化したもの。そのためか、ディスクは通常の音楽CDながら、まるでCD-Rを思わせるデザインがなされており、ディスクには「CD-R」の文字も見られたり、手書き風の文字で題名などが書かれている。
5. ↑  「有頂天」の新曲、「Gravity」のフルバージョン、「三十路坂」などを収録。
6. ↑  新曲「男子ムリムリ大改造」に、こなた・かがみ・つかさ・みゆきがゲストボーカルとして参加。
7. ↑  アニメ放送10周年を記念し、これまで発表された主題歌・挿入歌・キャラクターソングを収録したベスト・アルバム。

### らき☆すたの森
『らき☆すたの森』（らきすたのもり）は、テレビアニメ『らき☆すた』のDVD限定版の特典として収録されている、Windows用ミニゲーム集。

#### ゲームの概要
基本的には、その巻に収録されたエピソードを追体験するゲームで、こなたたちのデフォルメされた3Dキャラクターが動き回るミニスケープ的なゲームになっている。ゲームを進行させ、一定の条件をクリアすることでミニゲームがプレイできるようになる。こうしたミニゲームや、通常場面上のこなたの行動によって、さまざまなアイテムを手に入れることができる。ゲーム中には、アニメ同様随所にパロディや小ネタが多数盛り込まれているのも特徴となっている。また、DVDが全12巻発売されることもあり、第1巻収録分からセーブデータを続刊収録分にそのまま継承可能にしている。

### 関連書籍
- らき☆すた 夏のおきらく特集号（コンプティーク2007年10月号増刊、2007年8月18日発売） - アニメ版の第1話から第17話までのエピソードガイドやアニメ本編のシチュエーションに出演声優が挑戦する記事、イベントレポートなど、アニメ版に関する記事を収録。
- オフィシャルファンブック らき☆すた こなたの方程式（コンプティーク編、2007年12月10日初版発行、ISBN 978-4-04-854146-6） - アニメ版の公式ガイドブック。アニメ版全24話のエピソードガイドや出演声優・スタッフへのインタビュー記事、キャラクター設定資料、美術設定資料、コンプティークおよび各アニメ誌に掲載されたイラストなどで構成。
- らき☆すた・いらすとれーしょんず（2008年12月10日発行、KYOG-LA31） - 京都アニメーションによる、雑誌・イベント・プロモーションなどに使われた版権画の画集。
- らき☆すた・いらすとれーしょんず2（2009年5月発行予定、KYOG-LA39） - 京都アニメーションによる、雑誌・イベント・京アニショップでのオリジナルグッズなどに使われた版権画の画集。

### らき☆すた スタンプリー
らき☆すた スタンプリーは2010年12月27日からサービスを開始したモバイル用ソーシャルゲーム。携帯電話とパソコンに搭載されているOSに対応していたが2011年7月11日からスマートフォンOS版が公開されている。スタンプラリーの電子版といった内容でジャンルは「リアルトレジャーゲーム(RTG)」と呼称し『涼宮ハルヒ スタンプリー』と同時にタイトルを展開している。2タイトルを軸に『スタンプリー(TM)』ゲームはプラットフォームとしてサービスを拡大した。

## 日本国外における展開

### 北米版
2008年より、角川グループの北米現地法人角川ピクチャーズUSAとバンダイナムコグループの北米現地法人バンダイエンタテインメントによって、『Lucky Star』のタイトルで北米版DVDがリリースされることが発表され、同年5月6日よりテレビシリーズのDVDが発売、また2009年夏にOVAが発売された。英語での吹き替えがなされている（OVAは日本版に英語字幕を付加して収録）ほか、テレビシリーズDVDでは日本版と違い、1巻に4話収録されている。なお、通常版のほか、専用ケースと作中での制服などをイメージしたTシャツ、音楽CDをセットにした限定版も発売されているが、売れ行きが低調だったことから第6巻のみ限定版の発売が中止となっている。
プロモーション展開としては第一報を『涼宮ハルヒの憂鬱』北米版DVD最終巻のトレーラーの冒頭に収録、またネット上でのプロモーションとしてMySpace上に専用ページ（白石みのるのアカウントという形式を取っている）を開設するなど、さまざまなプロモーションを行っている。
また、オーストラリア・ニュージーランドでもマッドマンエンタテインメントが北米版DVDを発売しているほか、2010年にはバンダイナムコグループ傘下のビーズエンタテインメントがライセンスを取得、イギリスでのDVD発売を発表している。

#### 北米版スタッフ
- 演出・台本 - アレックス・フォン・デヴィッド
- 翻訳 - リカ・タカハシ
- プロデューサー - エリック・P・シャーマン、坂本佳栄子、タク・オオツカ
- ADR制作 - バングズーム! エンタテイメント
- 製作総指揮 - タカシ・サクダ、ケン・イヨドミ
- 製作 - 角川ピクチャーズUSA
- 配給 - バンダイエンタテインメント

#### 声の出演
- 泉こなた：ウェンディー・リー
- 柊かがみ：カリ・ウォールグレン
- 柊つかさ、岩崎みなみ、茅原みのり：ミシェル・ラフ
- 高良みゆき：カレン・ストラスマン（Karen Strassman）
- 日下部みさお：ララ・ジル・ミラー（Lara Jill Miller）
- 峰岸あやの、柊みき：ペギー・オニール
- 小早川ゆたか：ヒンデン・ウォルチ
- 田村ひより：フィルセ・サンプラー
- パトリシア=マーティン：パトリシア・ジャ・リー
- 黒井ななこ：ケイト・ヒギンズ（Kate Higgins）
- 成実ゆい：ジュリーアン・テイラー（Julie Ann Taylor）
- 小神あきら：ステファニー・シェー（Stephanie Sheh）
- 白石みのる：サム・リーガル
- 泉そうじろう、店員B：トニー・オリバー
- 泉かなた、宮河ひかげ：レベッカ・オルコウスキー
- 柊ただお、モブキャラ：リチャード・エプカー
- 柊いのり、高良ゆかり：ブリジット・ホフマン（Bridget Hoffman）
- 柊まつり、太鼓の声：ドロシー・エリアス＝ファーン（Dorothy Elias-Fahn）
- 兄沢命斗、サンタ、TVの司会者：レックス・ラング
- 杉田店員、モブキャラ：クリスピン・フリーマン
- 小野だいすけ：ジョニー・ヨング・ボッシュ
- ゴットゥーザ様：ミーガン・ホリングスヘッド（Megan Hollingshead）
- 女性モブキャラ：デレク・スティーヴン・プリンス
- 男性モブキャラ：カイル・エベール、ヴィック・ミニョーニャ

### 韓国版
韓国では、2008年7月21日よりアニメ専門チャンネル「CHAMPTV（ANIBOX）」で放送されている。本編だけでなく、オープニング・エンディングも韓国語に吹き替えられている（ただし実写部分は音声そのままで韓国語字幕）。

#### 声の出演
- 泉こなた、涼宮ハルヒ：チョン・ユミ
- 柊かがみ：ペ・ジョンミ（Bae Jeong Mi/배정미）
- 柊つかさ：ハ・ミギョン（Ha Mi Gyeong/하미경）
- 高良みゆき：パク・ソラ
- 日下部みさお、女性モブキャラ：イム・ジュヒョン（Im Joo Hyeong/임주현）
- 峰岸あやの、成実ゆい：パク・チユン
- 小早川ゆたか、アニメイト店員3：ユ・ジョミ（Ryu Jeom Hee/류점희）※ケロロ軍曹韓国語版のタママ役
- 岩崎みなみ：イ・ミナ（I Min Ha/이민하）
- パトリシア=マーティン：ユ・ジウォン（Yu Ji Won/유지원）
- 黒井ななこ、柊みき：パク・シニ（Bak Sin Hee/박신희）
- 小神あきら：ヨ・ミンジョン（Yeo Min Jeong/여민정）
- 白石みのる：チョン・ジェホン（Jeong Jae Heon/정재헌）
- 泉そうじろう：イ・ギュソク（Lee Kyu Seok/이규석）
- 柊ただお：パン・ウホ（Bang U Ho/방우호）
- 成実きよたか、兄沢命斗：カン・スジン（Kang Su Jin/강수진）
- 宮河ひかげ：ホン・ヒスク（Hong Hee Soak/홍희숙）
- 杉田店員、コスプレ喫茶の客：オム・サンヒョン（Eom Sang Hyeon/엄상현）
- 男性モブキャラ、店員1：シ・ヨンジュン（Shi Yeong Joon/시영준）※ケロロ軍曹韓国語版のギロロ役
- 店員2：ヤン・ジョンファ（Yang Jeong Hwa/양정화）※同上版のケロロ役

### 台湾版
台湾では普威爾國際股份有限公司が正規のライセンスを取得し、日本版DVDに中国語（台湾繁体字）字幕を付加したDVDを発売している他、吹き替え版も存在する。

#### 声の出演
- 泉こなた：龍顯蕙
- 柊かがみ：許淑嬪
- 柊つかさ、岩崎みなみ：雷碧文※ケロロ軍曹中国語版のケロロ役
- 高良みゆき：林美秀※ケロロ軍曹中国語版のタママ役
- 日下部みさお：錢欣郁
- 峰岸あやの、小早川ゆたか、黒井ななこ：馮嘉德
- 男性キャラ：劉傑

### 香港版
香港では2009年1月31日から香港亜州電視本港台（ATV-Home）にて広東語吹き替え版が放送された。

#### 声の出演
- 泉こなた、岩崎みなみ：莊巧怡
- 柊かがみ、パトリシア・マーティン：鄧潔麗
- 柊つかさ、田村ひより：魏惠娥
- 高良みゆき、日下部みさお：吳小藝
- 峰岸あやの、小早川ゆたか、黒井ななこ、小神あきら：周文瑛
- 成実ゆい、高良ゆかり、柊みき：龍德瓊
- 白石みのる：郭俊廷

他にはフィリピンでもAssociated Broadcasting Company（TV5）にてタガログ語版が放送されている。

## イベント
「らき☆すた」DVD・CD連動イベント握手会
2007年7月15日に大宮、21日に秋葉原で開催。DVD第2巻と「曖昧ネットだーりん」CD購入者を対象とした握手会。
「らっきー☆ちゃんねる」やっとけ！公開録音
2007年8月12日、ワンダーフェスティバル2007夏にて開催。シークレットゲストとして福原香織、加藤英美里も登場。番組初の公開録音として行われ、内容はコンプティーク・コンプエース・コンプH'sの付録CDに収録。
らき☆すた秋まつり
2007年9月15日に秋葉原で開催。美水かがみサイン会や参加店舗でのスタンプラリー、らっきー☆ちゃんねる最終回の公開録音を実施。
あきらとみのるのディナーショー
2007年10月14日、浦安市の居酒屋にて開催。CD「三十路岬」「白石みのるの男のララバイ」発売記念として居酒屋を借り切って人数限定で行われた。DVD11巻の映像特典として収録。
「らき☆すた」のブランチ&公式参拝in鷲宮
2007年12月2日、鷲宮神社・大酉茶屋わしのみや（現・大酉茶屋田々）にて開催。今野宏美、加藤英美里、福原香織、白石稔、美水かがみが参加。旧・鷲宮町（現・久喜市）で初めて行われたイベントとなる。DVD12巻の映像特典として収録。
新らっきー☆ちゃんねる やったぜい!ファイナル!だぜい!
2008年3月15日、神戸ジーベックホールにて開催。現時点で唯一関西地方で開催されたイベント。新らっきー☆ちゃんねる最終回の公開録音を実施、ゲストに武本康弘が参加。
らき☆すた感謝祭
2008年4月6日、鷲宮町で開催。鷲宮町コミュニティ広場で特別住民票の交付式を行った他、鷲宮神社境内特設ステージで記念イベントを実施。OVAの映像特典として収録。
らき☆すたOVA 完成披露の宴-あなたも幸手に来な“さって”!!-
2008年9月14日、シネプレックス幸手で開催。OVAの試写会と出演者（平野綾、加藤英美里、福原香織、遠藤綾、長谷川静香、茅原実里、水原薫、今野宏美、白石稔が参加）・監督の武本康弘によるトークショー。
らき☆すた in 武道館 あなたのためだから

らき☆すたフェア in シネプレックス幸手
2011年2月19日、シネプレックス幸手で開催。OVAと鷲宮商工会製作の映画『鷲宮☆物語』の上映とゲストによるトークショー。ゲストとして福原香織、北川敬一（映画監督、『鷲宮☆物語』監督・企画）、松本真治（鷲宮商工会職員、『鷲宮☆物語』出演）が出演。
『らき☆すた』オールナイト
2011年3月25〜26日、シネマート新宿で開催予定だった。BD-BOXとらっきー☆ちゃんねるCDの発売を記念して開催、出演者によるトークと上映会を予定していたが、東北地方太平洋沖地震の影響による節電および交通機関の規制のため中止となった。

## 評価
宝島社から発行された『このアニメがすごい! 2008』の「このアニメがすごい大賞」では第1位であった。このうち、秋葉原と池袋、インターネット上で行われたアンケートではそれぞれ1位、6位、2位となっている。アンケートではストーリーや作画、コンセプトよりもキャラクターや雰囲気が高く評価されている。毎日新聞社から発行された『新世紀エンタメ白書2008』では「思いも付かないアイデアだらけの意欲作。07年のアニメを語るのにははずせない1本」と評価されている。
本作DVDが角川エンタテインメントが2007年にリリースしたDVDの年間トップ10でセル部門1位となったのをはじめ、原作漫画の単行本も発行部数を伸ばし、アニメ放送前には60万部であったのが、角川グループホールディングスの2008年3月期決算の時点で、同期での通期発行部数が180万部を突破、ニンテンドーDS用ゲームソフト『真・らき☆すた 萌えドリル 〜旅立ち〜』も発売後即完売となり、さらに主題歌シングル『もってけ!セーラーふく』も2007年のオリコン年間シングルチャートで40位を記録、第12回アニメーション神戸賞主題歌賞、第2回声優アワード歌唱賞、第30回アニメグランプリアニメソング部門の各賞を受賞している。
こうしたヒットの要因のひとつとして、YouTubeやニコニコ動画などの動画共有サービスへのアップロードがあったと見られており、角川歴彦角川GHD会長も株主向け事業報告書の中でそれを認める発言をしている。
本作の舞台となった埼玉県北葛飾郡鷲宮町（現・久喜市）にはアニメの放送期間中から多くのファンが詰め掛け、その様子が各種メディアで報じられた。2007年12月2日にはアニメ版の声優である加藤英美里や福原香織、今野宏美、白石稔および原作者の美水かがみが舞台となった鷲宮神社に「公式参拝」するイベントを開催、2008年4月1日には鷲宮町の架空の住民として柊一家が、2010年1月1日には幸手市の架空の住民として泉一家が住民登録されている。